# 普氏盲條鰍
普氏盲條鰍（學名：Eidinemacheilus proudlovei）為輻鰭魚綱鯉形目條鰍科盲條鰍屬的其中一種。分布於亞洲伊拉克小扎卜河流域，體延長而側扁，無眼，具觸鬚3對，體淡粉紅色，無鱗片，尾鰭叉形，體長可達5.4公分，棲息在地下洞穴底層水域，生活習性不明。

## 扩展阅读
維基物種上的相關：普氏盲條鰍